# Preti Mangimi
Preti Mangimi war ein Luxemburger Radsportteam.
Die Mannschaft wurde 2007 unter dem Namen Kio Ene-Tonazzi-DMT als italienisches Continental Team gegründet. Manager war Marino Basso, der von den sportlichen Leitern Leonardo Levati und Alberto Elli unterstützt wurde. Die Mannschaft wurde mit Fahrrädern der Marke De Rosa ausgestattet. Ab der Saison 2008 fuhr die Mannschaft mit einer Luxemburger Lizenz unter dem Namen Preti Mangimi als Professional Continental Team. Die Mannschaft fuhr 2008 auf Rädern der Marke NSR (Nuzzi-Sport-Racing). Aufgrund finanzieller Probleme wurde die Mannschaft nach der Saison 2008 aufgelöst.

## Saison 2008

### Erfolge in der UCI Europe Tour
In den Rennen der Saison 2008 der UCI Europe Tour gelangen die nachstehenden Erfolge.
| Datum        | Rennen                                  | Sieger             |
| ------------ | --------------------------------------- | ------------------ |
| 2. April     | 2. Etappe Settimana Ciclistica Lombarda | Mattia Gavazzi     |
| 4. Mai       | Giro di Toscana                         | Mattia Gavazzi     |
| 25. Mai      | 5. Etappe Circuit de Lorraine           | Mattia Gavazzi     |
| 29. Mai      | 2. Etappe Belgien-Rundfahrt             | Boris Schpilewski  |
| 8. Juni      | 4. Etappe Luxemburg-Rundfahrt           | Salvatore Commesso |
| 23.–27. Juli | 5. Etappe Brixia Tour                   | Mattia Gavazzi     |

### Zugänge – Abgänge
| Zugänge             | Team 2007                    | Abgänge                       | Team 2008         |
| ------------------- | ---------------------------- | ----------------------------- | ----------------- |
| Salvatore Commesso  | Tinkoff Credit Systems       | Maurizio Biondo               | Ceramica Flaminia |
| Fabio Sacchi        | Team Milram                  | Simone Cadamuro               | Team Nippo-Endeka |
| Serhij Hontschar    | T-Mobile Team                | Devis Miorin                  | Team Nippo-Endeka |
| Marco Zanotti       | Unibet.com                   | David Garbelli                | Unbekannt         |
| Alessandro Bertuola | Tenax                        | Mirko Allegrini (bis 1. Juli) | Unbekannt         |
| Vincenzo Centrone   | Continental Team Differdange |                               |                   |
| Steve Fogen         | Continental Team Differdange |                               |                   |
| Michele Gobbi       | Ex-Profi (Team Milram 2006)  |                               |                   |
| Carlo Corrà         | Neoprofi                     |                               |                   |

### Mannschaft
| Name                | Geburtstag         | Nationalität | Team 2009                    |
| ------------------- | ------------------ | ------------ | ---------------------------- |
| Alessandro Bertuola | 13. September 1979 | Italien      |                              |
| Davide Bragazzi     | 12. Juni 1981      | Italien      |                              |
| Vincenzo Centrone   | 23. Januar 1976    | Luxemburg    | LC Tétange                   |
| Salvatore Commesso  | 28. März 1975      | Italien      | Meridiana-Kalev Chocolate    |
| Carlos Corrà        | 13. Januar 1974    | Italien      | Team Corratec                |
| Stève Fogen         | 28. September 1979 | Luxemburg    |                              |
| Mattia Gavazzi      | 14. Juni 1983      | Italien      | Serramenti PVC Diquigiovanni |
| Michele Gobbi       | 10. August 1977    | Italien      | FWR Bata Ciclismo            |
| Serhij Hontschar    | 3. Juli 1970       | Ukraine      | Team Corratec                |
| Massimo Mazzanti    | 7. Juni 1982       | Italien      |                              |
| Marco Osella        | 6. Januar 1981     | Italien      |                              |
| Mattia Parravicini  | 20. Mai 1982       | Italien      |                              |
| Fabio Sacchi        | 23. Mai 1974       | Italien      | Karriereende                 |
| Boris Schpilewski   | 20. August 1982    | Russland     | Fuji-Servetto                |
| Marco Zanotti       | 21. Januar 1974    | Italien      | Karriereende                 |

## Platzierungen in UCI-Ranglisten
UCI Europe Tour
| Saison | Mannschaftswertung | Fahrerwertung |
| ------ | ------------------ | ------------- |
| 2008   | 26.                |               |